# Konsthallen/Hamnmagasinet

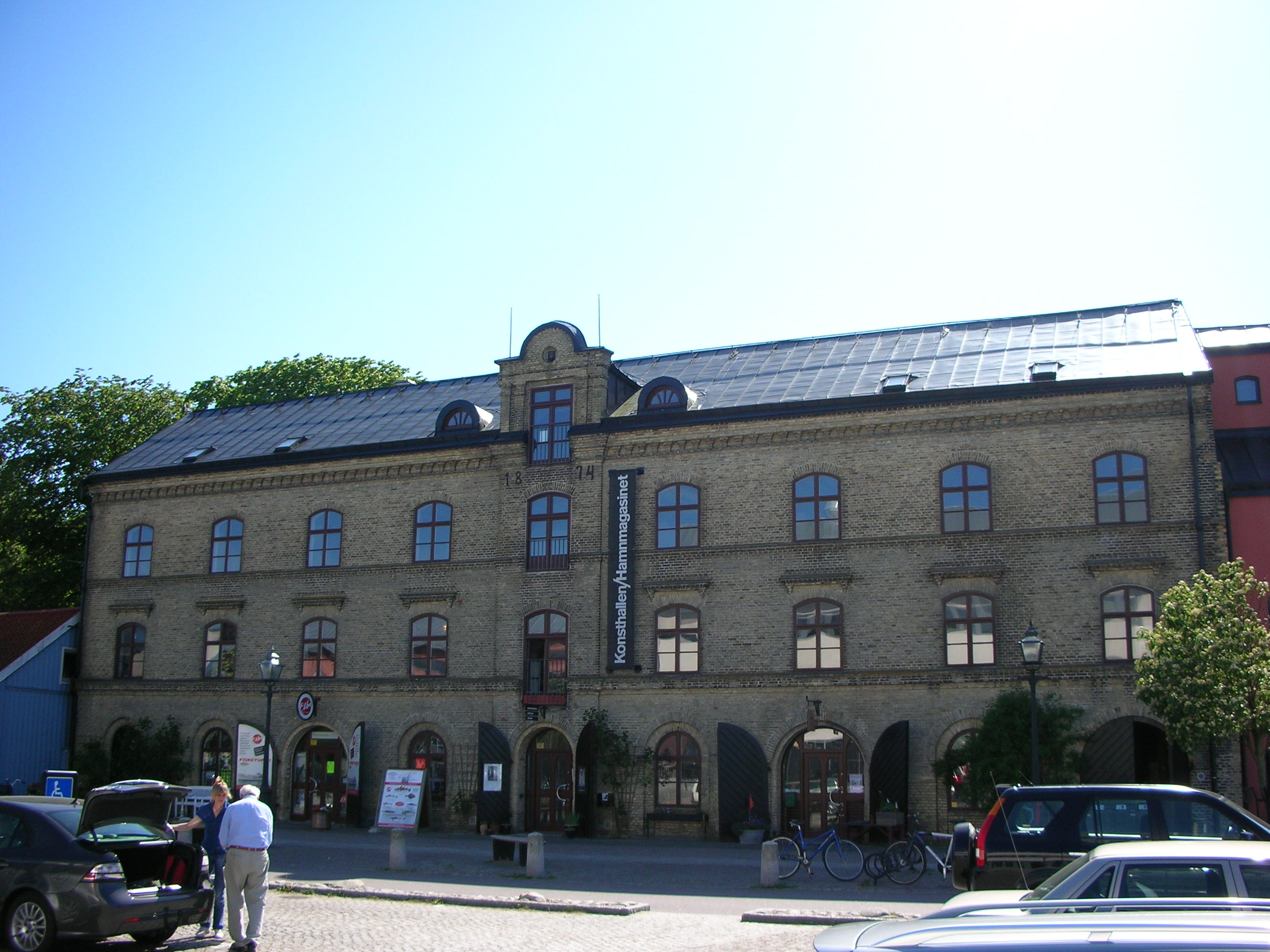
Konsthallen/Hamnmagasinet

Konsthallen/Hamnmagasinet, ofta bara Hamnmagasinet, är en konsthall i hamnområdet i Varberg, mittemot Campus Varberg. Den drivs av Varbergs kommun genom Kultur- och fritidsförvaltningen.
I konsthallen visas tillfälliga utställningar med olika konstnärer. Bland de främsta konstnärer som ställt ut kan nämnas Ernst Billgren tillsammans med Helene Billgren.
Konsthallen är inrymd på tredje våningen ett gammalt sädesmagasin i gult tegel från 1874. I byggnaden finns också ett krukmakeri, glasblåsarverkstaden Glasverk samt konstnärsateljéer i vindsvåningen.